# Co Wy Na To
Co Wy Na To – popularny na przełomie lat 60. i 70. XX wieku, polski zespół wykonujący piosenki uliczne i popularne ballady wojenne. 

## Skład
- Wiesław Brogowicz
- Andrzej Grochala
- Edward Krukowski
- Janusz Matuszczak
- Waldemar Mirecki
- Witold Olszewski
- Jerzy Romanow
- Marek Wieczorek
- Ryszard Janiszewski

## Wybrana Dyskografia
- Szare Szeregi/Pamięta las/Wycieczka na Pragę/ Nasza Kamienica (tak zwany "czwórniak" z 1971 r., zawierający najpopularniejsze piosenki wylansowane przez zespół).